# Вайссенштадт
Вайссенштадт (нім. Weißenstadt) — місто в Німеччині, розташоване в землі Баварія. Підпорядковується адміністративному округу Верхня Франконія. Входить до складу району Вунзідель.
Площа — 42,23 км2. Населення становить 3095 ос. (станом на 31 грудня 2020).